# معاهدة شومون

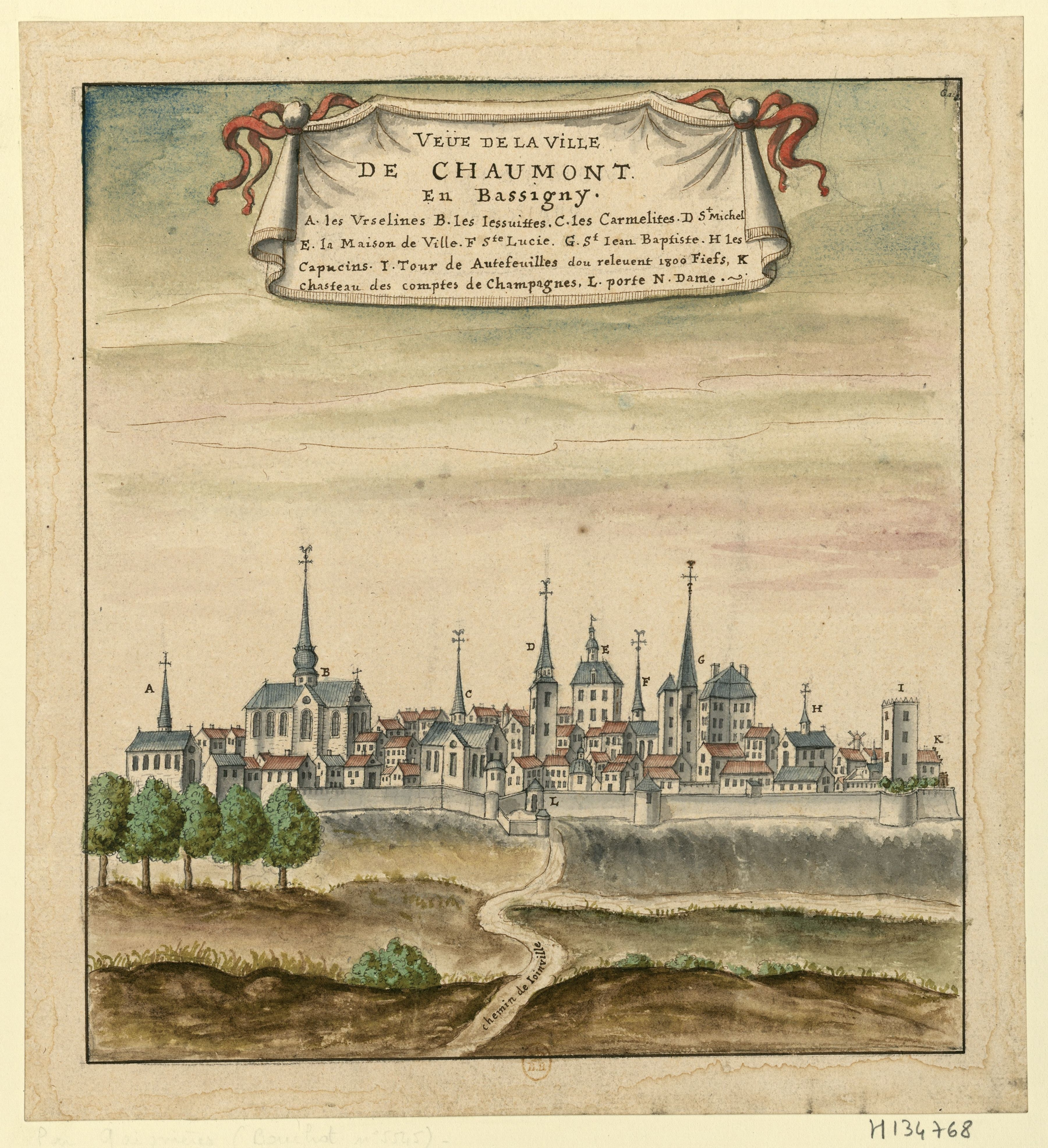

معاهدة شومون هي سلسلة من الاتفاقيات الموقعة بشكل منفصل ولكن متطابقة الصياغة في عام 1814 بين الإمبراطورية النمساوية ومملكة بروسيا والإمبراطورية الروسية والمملكة المتحدة، وشكلوا التحالف المقدس. كانت المعاهدة مؤرخة في 1 مارس 1814، إلا أن التوقيعات الفعلية تمت في 9 أو 19 مارس. كانت المعاهدة تهدف إلى جذب سلطات التحالف السادس إلى تحالف أوثق في حالة رفض فرنسا لشروط السلام التي قدموها مؤخرًا. اتفقت تلك الدول على إرسال 150 ألف جندي إلى الميدان ضد فرنسا ولضمان السلام الأوروبي (الذي تم الوصول إليه من قبل) ضد العدوان الفرنسي لمدة عشرين عامًا.
بعد المناقشات في أواخر فبراير 1814 ، استأنف ممثلو النمسا وبروسيا وروسيا وبريطانيا العظمى الاجتماع في شومون بهوت مارن في 1 مارس 1814. تم التوقيع على المعاهدة من قبل الإمبراطور ألكسندر الأول ، والإمبراطور فرانسيس الثاني (مع ميترنيخ )، والملك فريدريك فليلهم الثالث ، ووزير الخارجية البريطاني فيكونت كاسلريه. دعت المعاهدة نابليون إلى التخلي عن كل الفتوحات وبالتالي إعادة فرنسا إلى حدود ما قبل الثورة ، مقابل وقف إطلاق النار. إذا رفض نابليون المعاهدة، تعهد الحلفاء بمواصلة الحرب. في اليوم التالي، رفض نابليون المعاهدة، منهيا فرصته الأخيرة في تسوية تفاوضية.
تمت المصادقة على القرارات مرة أخرى ووضعها موضع التنفيذ بناءا على مؤتمر فيينا 1814-1815. تمت كتابة الشروط إلى حد كبير من قبل اللورد كاسلريه وزير الخارجية البريطاني، الذي عرض إعانات نقدية لإبقاء الجيوش الأخرى في ميدان الحرب ضد نابليون. تضمنت المصطلحات الرئيسية إنشاء ألمانيا متحدة، والتقسيم إلى دول مستقلة، وإعادة ملوك بوربون لإسبانيا ، وتوسيع هولندا لتشمل ما أصبح في عام 1830 بلجيكا الحديثة. أصبحت المعاهدة حجر الزاوية في التحالف الأوروبي الذي شكل ميزان القوى لعقود.